# 4D Gallery
A 4D Gallery egy művészeti galéria, kulturális központ, stúdió és szobrászműhely, amely a szlovákiai Galánta városában található. 2009-ben alapította Laco Sabo művész és lánya, Zuzana Sabová. A galéria az egykori állami mezőgazdasági birtokok területén helyezkedik el, és jelentős helyszínné vált kortárs művészeti kiállítások, valamint oktatási és közösségi programok számára.

## A megnevezés eredete
A 4D Gallery név kettős jelentéssel bír. Egyrészt utal a „negyedik dimenzióra”, másrészt pedig arra a négy eredeti műhelyre, amelyeket átalakítottak és a galéria terévé formáltak. Ez a név összeköti a hely történelmi jelentőségét a galéria művészeti küldetésével.

## A 4D közösség története
A 4D Gallery kezdetben azzal a céllal jött létre, hogy a művészeti egyetem diplomásainak és fiatal alkotók számára olyan platformot biztosítson, ahol fejleszthetik ötleteiket, megvalósíthatják projektjeiket, és párbeszédet folytathatnak különböző generációk művészeivel. Kezdetben a galéria főként hallgatói projekteket támogatott, később azonban kibővítette tevékenységét, és workshopoknak, kiállításoknak, valamint egyéb kulturális eseményeknek adott helyet. 
A galéria közösségi központként is működik, elősegítve a helyi és nemzetközi művészek, kurátorok és a közönség együttműködését.

## A 4D Gallery művészei
A galéria számos neves szlovák és nemzetközi művésszel működött együtt, köztük: 
- Laco Sabo
- Zuzana Sabová
- Csilla Nagyová
- Imrich Kovács
- Maťúš Maťátko
- Laco Teren
- Milan Adamčiak
- Ivan Csudai
- Matej Rosmány
- Martin Špirec
- Petr Bařinka
- Marcel Mališ
- Jakub Trajter
- Boris Vitázek
- Gábor Csongor Szigeti
- Tomáš Roubal
- Juraj Rattaj
- Jaroslav Kyša
- Markéta Jáchimová
- Gabriela Zigová
- Mário Birmon
- Lestyán-Goda János
- Peter Cvik
- Peter Králik
- Tomáš Klepoch
- Ján Vasilko[1][2]

## Kiállítások és események
A galéria rendszeresen szervez kiállításokat és részt vesz eseményeken. A legjelentősebb projektek és kiállítások közé tartoznak:
- Elements Cuisine (2010)
- Gram (2010)
- 2Gramy (2011)
- 4D Gallery (2015)
- Egyéni kiállítások (2009, 2011, 2013, 2015)
- Transart Communication (2016)
- Agro 4D (2014)
- Skulptur Lab (Bratislava, 2014)
- Maso Objekt (Bratislava, 2009–2013)
- Pohoda (Trencsén)
- Fehér Éjszaka (Bratislava)
- Célvonal (2016)
- Kortárs művészeti és régészeti kiállítás (Moraványi kastély, 2022)[1][2]